# Прон, Луи Эктор

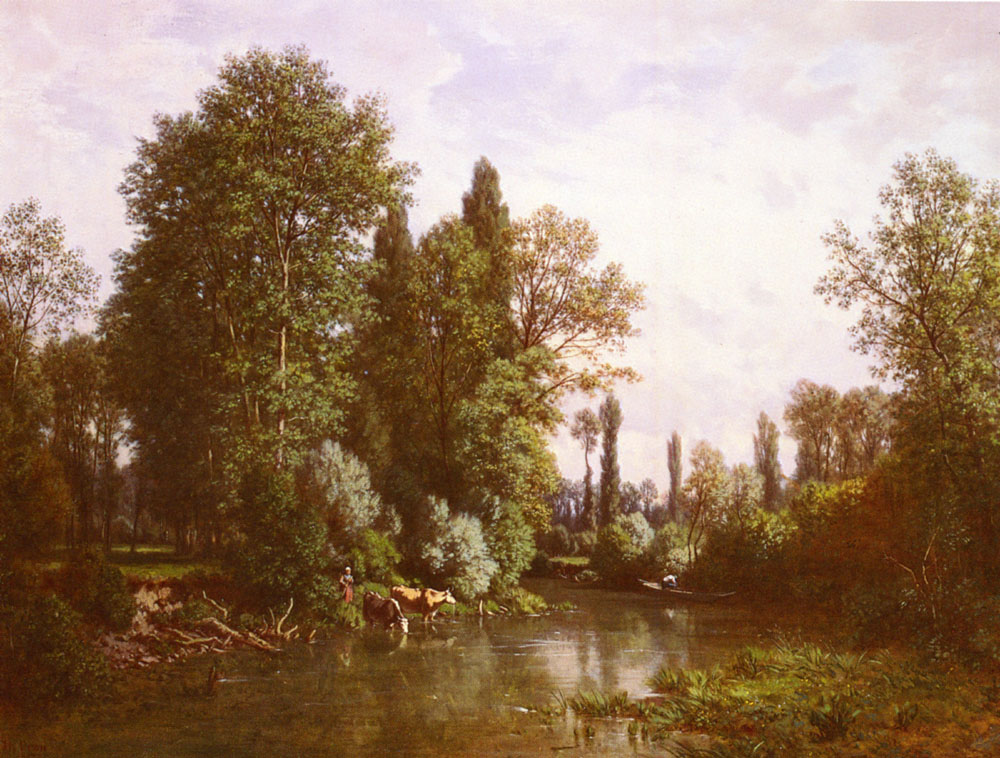
Берега Сены

Луи Эктор Прон (фр. Louis Hector Pron; 29 декабря 1817, г. Сезанн, департамент Марна, Франция — 1902, Труа, департамент Об) — французский художник-пейзажист. Представитель барбизонской школы.
Луи Эктор Прон родился в г. Сезанн. Прошел обучение под руководством Лапито.
Начал выставляться в Парижском салоне с 1845 года. В 1849 году получил бронзовую медаль Салона, на Всемирной Парижской выставке 1855 года удостоен почëтной награды.

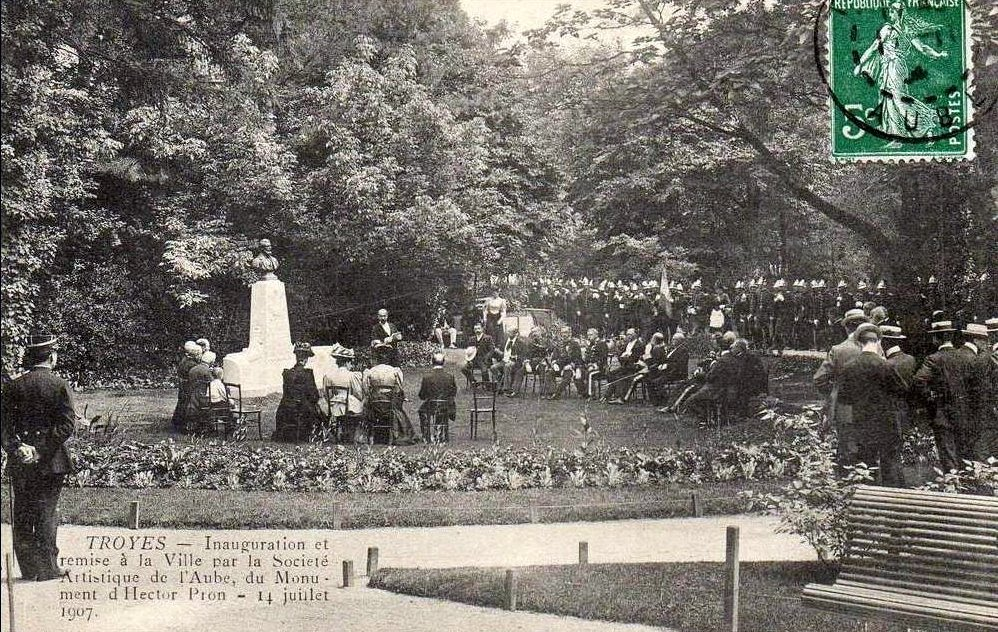
Почтовая открытка Франции, посвященная открытию бюста художника Луи Эктора Прона. 14 июля 1907. Труа

В 1907 году в г. Труа в память о Луи Экторе Проне был установлен бюст художника.